# Lasioglossum zophops
Lasioglossum zophops (лат.) — вид одиночных пчёл рода Lasioglossum из семейства Halictidae.

## Распространение
Северная Америка: Канада, США.

## Описание
Мелкие пчёлы длиной около 6 мм. Самки от 6,1 до 7,1 мм (самцы мельче). Голова и мезосома голубовато-зелёные; апикальная половина клипеуса черно-коричневая. Тегулы и ноги желтовато- и красновато-коричневые. Длина переднего крыла самок 4,76—5,25 мм. У самцов усики частично жёлтые. В переднем крыле 3 субмаргинальные ячейки. Одиночные пчёлы, гнездятся в почве. Вид был впервые описан в 1914 году под первоначальным названием Halictus zophops, а его валидный статус подтверждён в ходе ревизии в 2010 году канадским энтомологом Джейсоном Гиббсом (Jason Gibbs, Йоркский университет, Department of Biology, Торонто, Канада) и отнесён к подроду Dialictus. Кормовые растения: Portulacaceae (Claytonia virginica), Rosaceae (Potentilla, Prunus), Salicaceae (Salix humilis).